# プロエルメル
プロエルメル （Ploërmel、ブルトン語:Ploermael）は、フランス、ブルターニュ地域圏、モルビアン県のコミューン。

## 由来
865年にまちの名はラテン語でPlebs Arthmaelと呼ばれていた。これは「Arthmaelの教区」（現在はArthmaelをArzhelまたはArmelとつづる。plouとはブルトン語で教区を意味する）となる。プルアルメルは、ブルターニュに数箇所ある、聖アルメルの名を頂いたコミューンである。プロエルメルは中世に聖アルメルの聖遺物を収めていた。
Arthmaelのarthとはクマ、maelとは公を意味する。すなわち「クマの資質を備えた公」である。当時のブルトン人は、クマを讃えるような、動物の属性を名称に込めていたのである。
しかし他にも説があり、arthとは「位の高い」を意味するardからきており、Arthmaelは「高貴な公」であるとする。

## 地理
県北東部にあるプロアルメルはブロセリアンドの森に近く、ヴァンヌの北東35km、レンヌの南西50kmにある。アンシャン・レジーム時代のブルターニュ州のおよそ中心にあたる位置にある。またアルモリカ山塊の中にある。
INSEEによる分類では、プロエルメルは孤立したコミューンである。それは一つの自治体で都市的集積地域（fr）を形成しているためである。

## 歴史

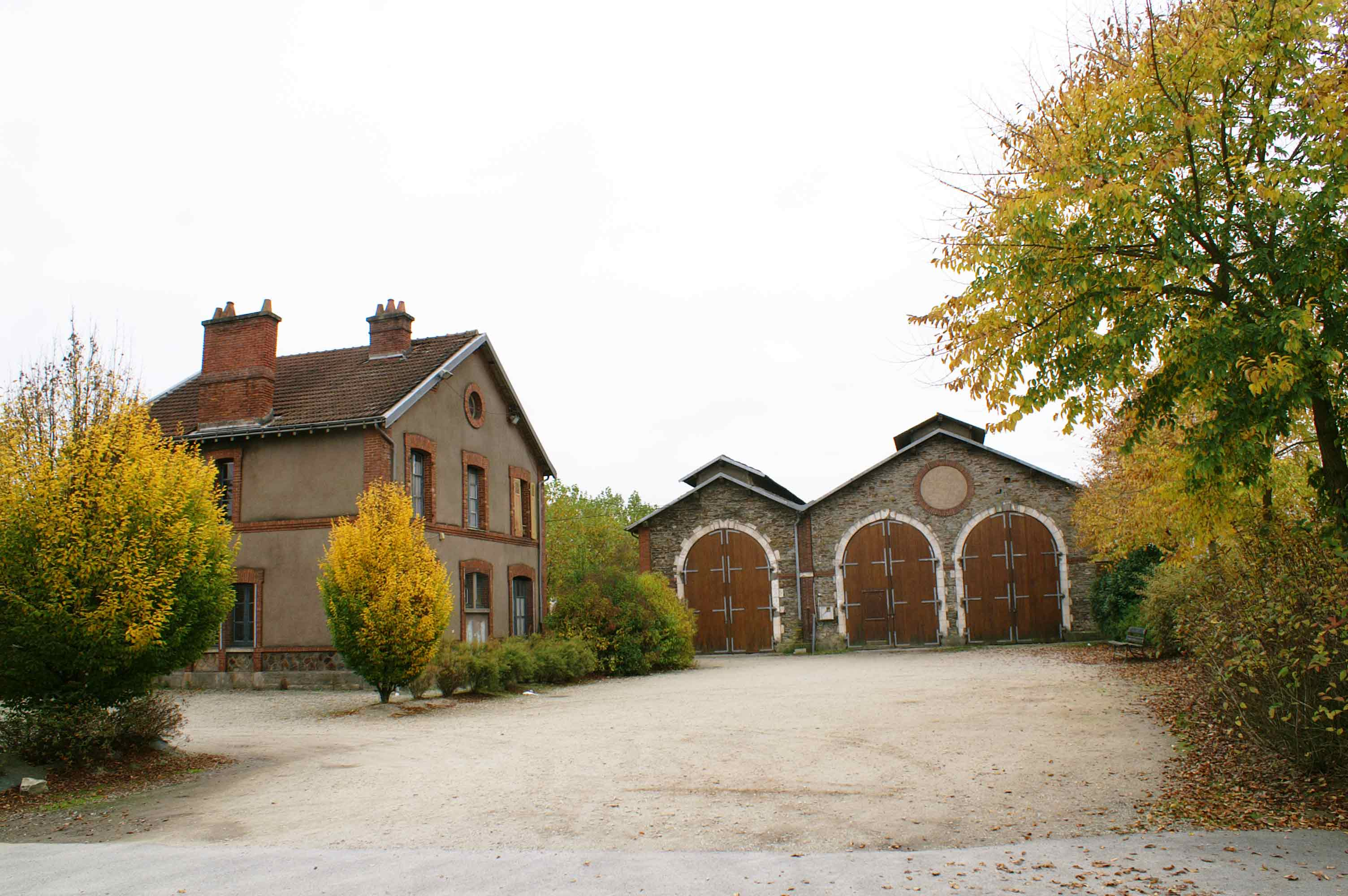
旧プロエルメル駅

ブルターニュにおける地方三部会（fr）の開催場所は決まっていなかったが、プロエルメルではかつて幾度か開催されていた。このことから、ブルターニュ公国内では重要な都市であったことがわかる。
ブルターニュ継承戦争のさなか、1341年3月26日、ジョスランとプロエルメルの中間にある「カシの中道」において、三十人の戦いが起きた。この事件を記念して、1828年にベリー公爵夫人マリー・カロリーヌによってオベリスクがたてられた。その後、1350年から1370年までプロエルメルはイングランド王国に占領されていた。加えて1348年から1350年にかけ、ヨーロッパの他都市と同じくプロエルメルは黒死病の惨禍の中にあった。
1881年にまちに鉄道が敷かれ、駅はいくつかの路線が乗り込んで発展していった。まちの鉄道の歴史は1994年に閉じている。

## 人口統計
| 1962年 | 1968年 | 1975年 | 1982年 | 1990年 | 1999年 | 2006年 |
| ------ | ------ | ------ | ------ | ------ | ------ | ------ |
| 5723   | 5907   | 6218   | 6563   | 6996   | 7525   | 8538   |

## 言語
2007年の新学期初頭、コミューンの児童の2.6%がブルトン語とフランス語で教育を行う二言語学校に在籍していた。
中世にプロエルメルではブルトン語が話されていたが、以降はロマンス語の系統であるガロ語も話された。

## 史跡
- 1175年に建てられた城壁跡[5]
- 尚書の館
- ブルターニュ公邸宅 - 1150年
- サンタメル教会 - 15世紀。ブルターニュ公ジャン2世とジャン3世の墓所がある
- サンタントワーヌ教会 - 1429年にジャン5世が建立。

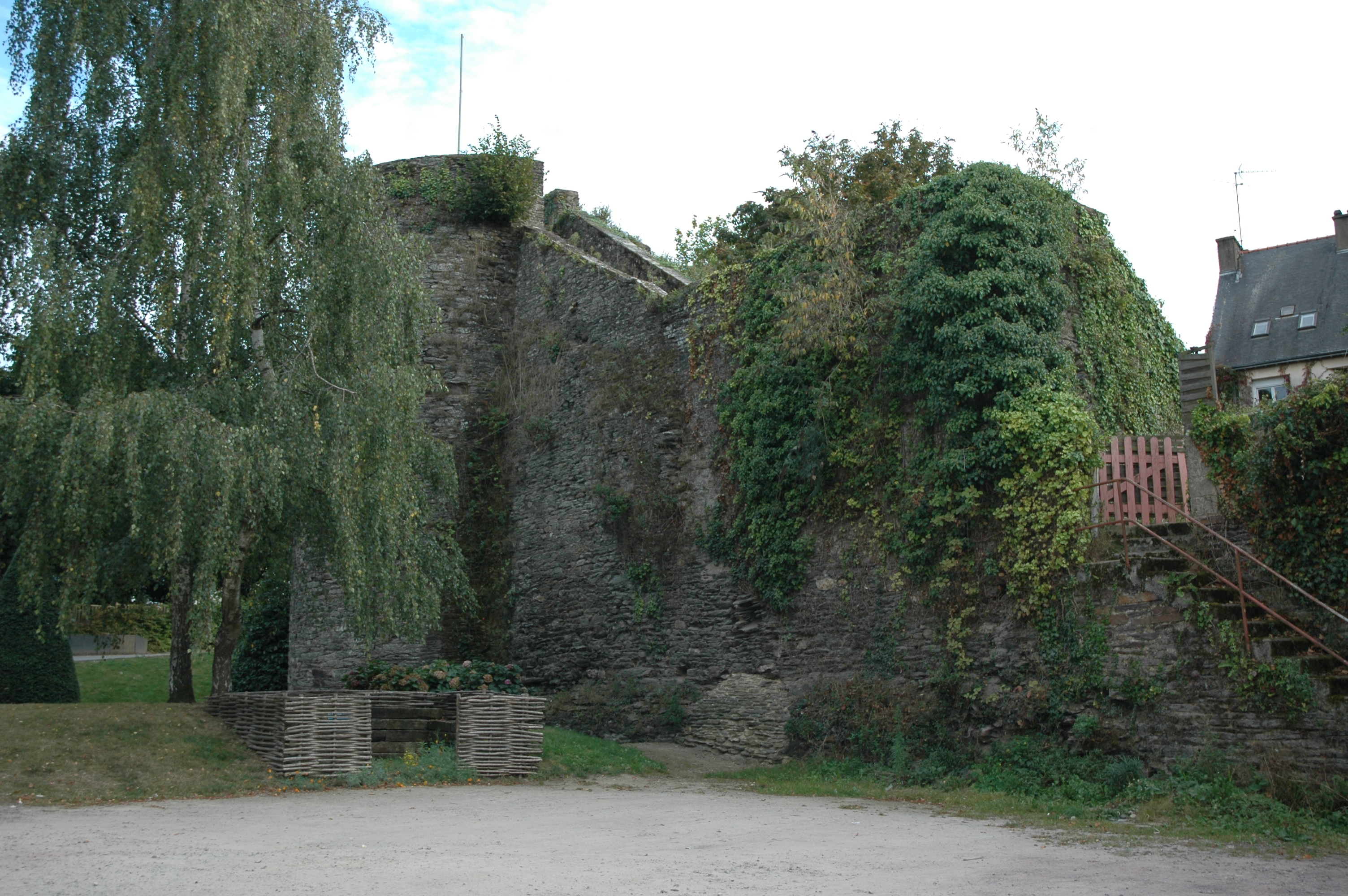
古い城壁
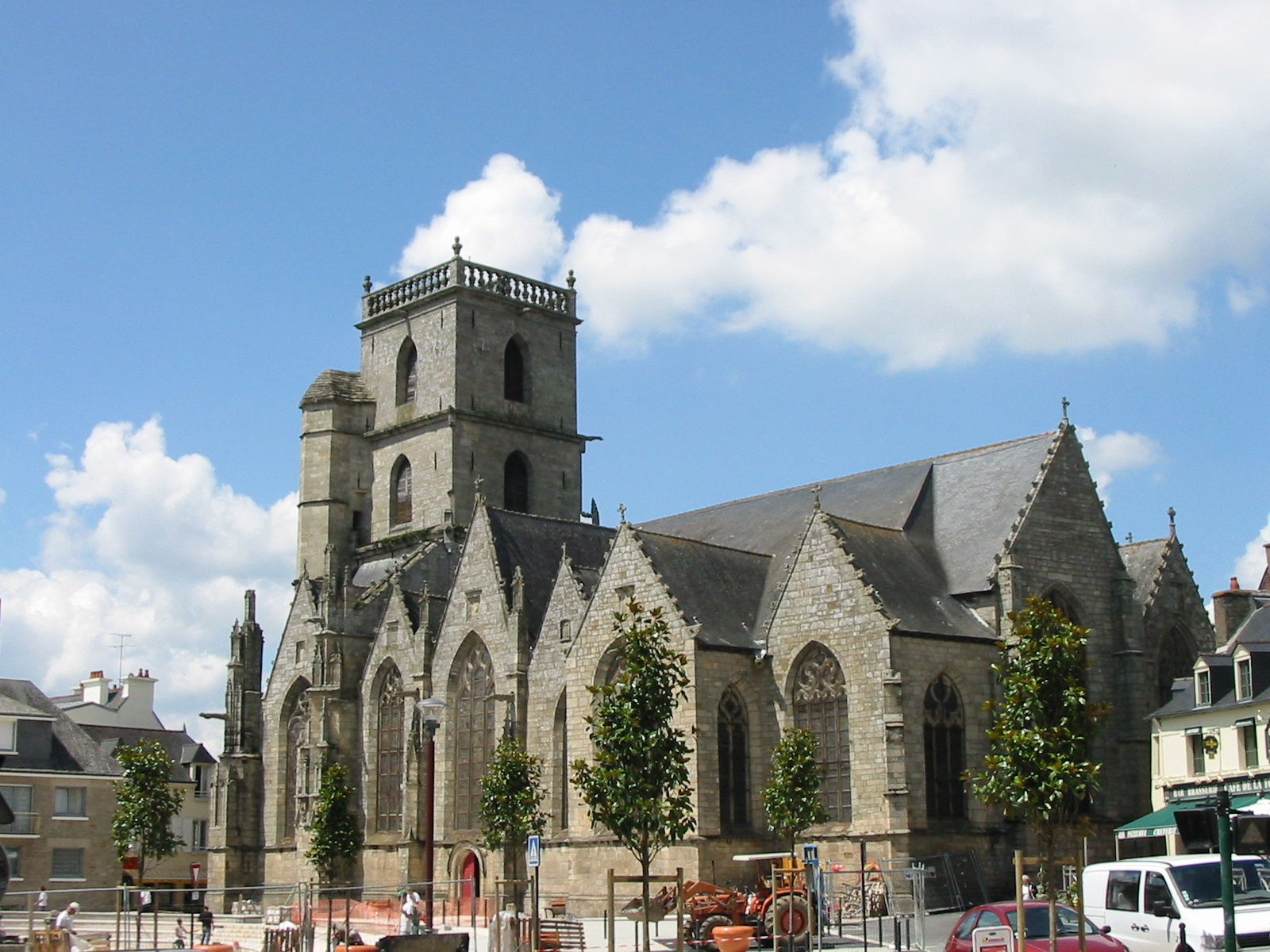
サンタメル教会
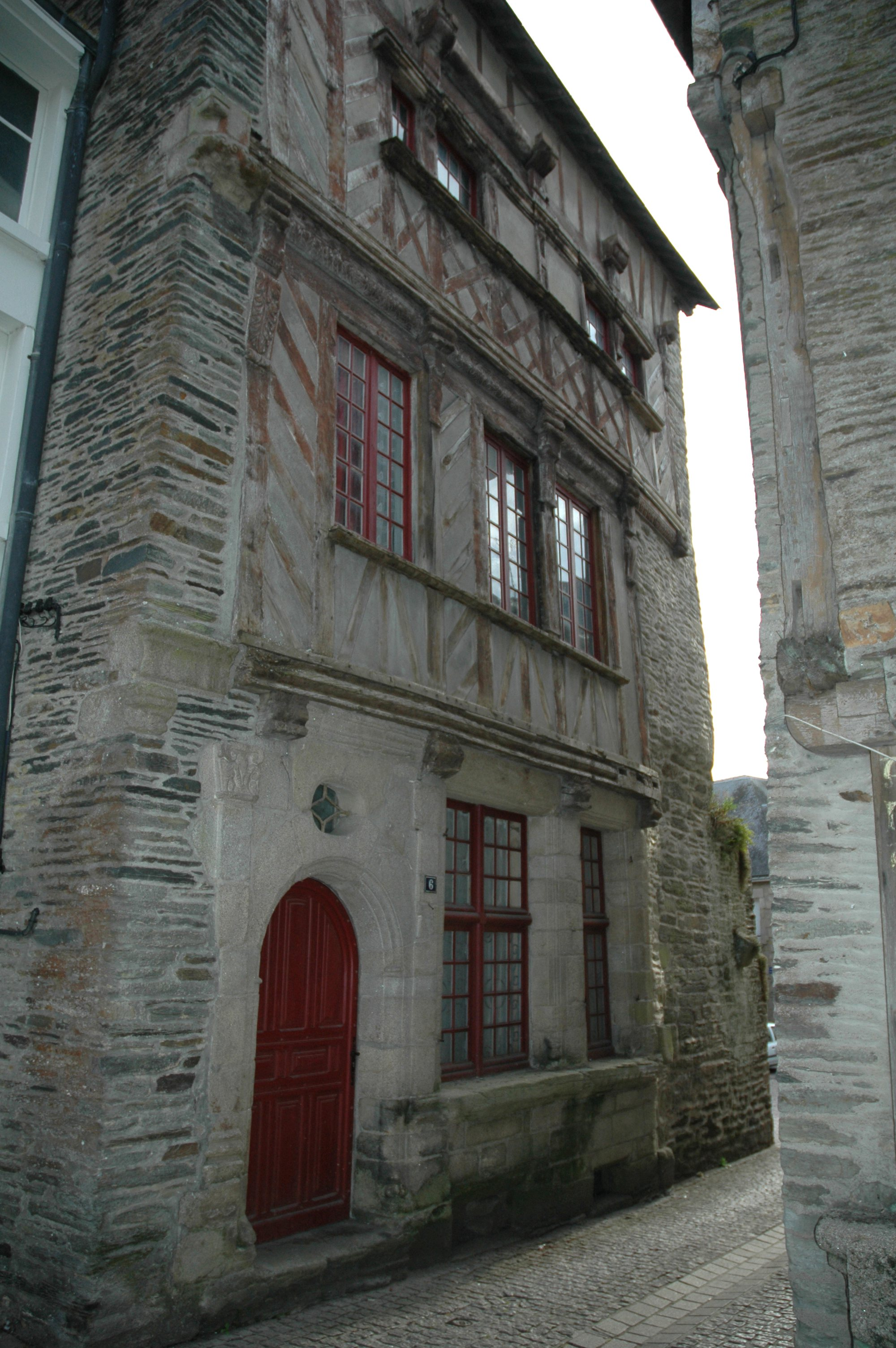
ブルターニュ公邸宅
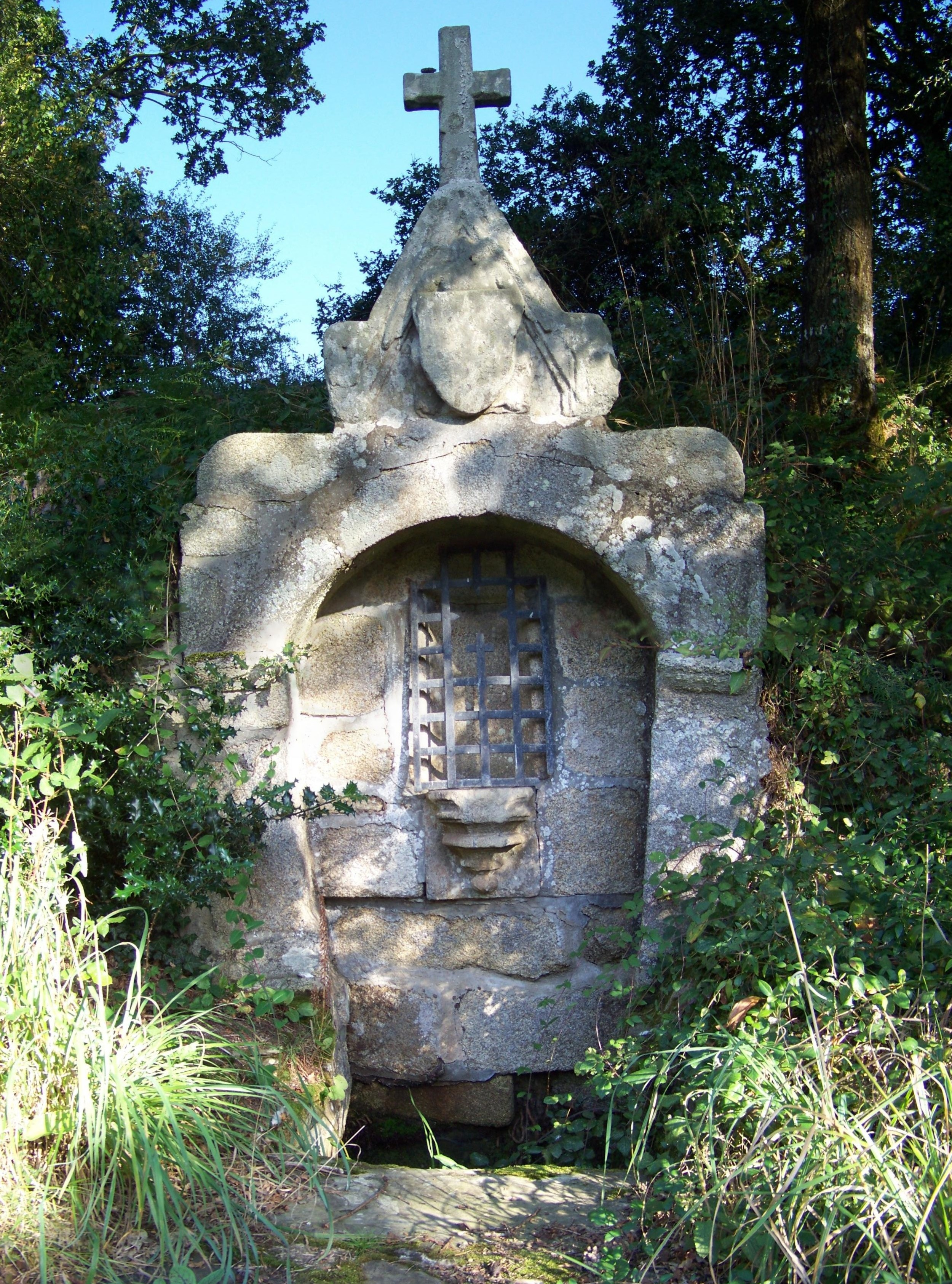
サンタメルの泉